# Elisabetta di Boemia (1618-1680)
Elisabetta di Boemia, Principessa Palatina (Heidelberg, 16 dicembre 1618 – Abbazia di Herford, 11 febbraio 1680), conosciuta anche come Elisabetta di Boemia era figlia di Federico V Elettore Palatino, che fu brevemente Re di Boemia e di Elizabeth Stewart. Elisabetta resse l'Abbazia di Herford in qualità di principessa-badessa ed è nota per aver dato vita a una corrispondenza di argomento filosofico con Cartesio che durò per sette anni fino alla morte di lui.

## La principessa-badessa
Elisabetta nacque da Federico V Elettore Palatino ed Elizabeth Stewart; suo padre fu Re di Boemia dal 1619 al 1620 quando perse il trono a causa della sconfitta alla Battaglia della Montagna Bianca combattuta nel corso della Guerra dei trent'anni. In seguito a questi eventi Elisabetta trascorse la propria infanzia a Berlino sotto le cure della nonna paterna Luisa Giuliana di Nassau. Ella, figlia di Guglielmo I d'Orange, era una donna devota e diede ai pensieri della nipote un indirizzo improntato alla pietà religiosa. Quando Elisabetta ebbe otto o nove anni venne mandata con i fratelli e le sorelle presso Leida perché imparassero le lingue classiche e moderne, le arti e la letteratura ed ella mostrò in quell'occasione una certa inclinazione per gli studi filosofici.
In seguito Elisabetta raggiunse i genitori a L'Aia dove vivevano circondati da una piccola corte selezionata composta da eruditi e nobili, in quel periodo si considerò l'idea di sposarla a Ladislao IV di Polonia ma ella, che era aderente alla religione protestante, rifiutò di sposare un cattolico.
Nel 1639 Elisabetta iniziò una corrispondenza con l'erudita tedesca Anna Maria van Schurman e poco dopo diede il via al proprio carteggio con Cartesio, le lettere che si scambiarono vennero conservate e in esse v'è scritto come Elisabetta gli avesse chiesto di divenire il proprio insegnante di filosofia e morale. Nel 1644 Cartesio le dedicò la propria opera, i Principia e cinque anni dopo accettò l'invito alla corte di Cristina di Svezia pur continuando a corrispondere con Elisabetta fino alla sua morte avvenuta nel 1650.
In quello stesso periodo Elisabetta tornò a Heidelberg col fratello Carlo I Luigi del Palatinato, ma i problemi coniugali del fratello la indussero ad allontanarsi e durante la permanenza presso una zia a Kessen conobbe il teologo Johannes Cocceius con cui intrecciò una corrispondenza, fu lui a introdurla agli studi della Bibbia e a lei dedicò il proprio commento al Cantico dei cantici. Nel 1667 Elisabetta divenne principessa-badessa dell'abbazia di Herford distinguendosi per la lealtà con cui esercitò i propri doveri, per la sua modestia e filantropia e soprattutto per l'ospitalità che dava a tutti gli oppressi.
Nel 1670 ella diede asilo ai seguaci di Jean de Labadie poiché rimase impressionata dalla loro pietà religiosa, essi se ne andarono nel 1672 e quattro anni dopo Elisabetta aprì le porte ai seguaci del Quaccherismo. Nel 1677 lo stesso William Penn arrivò insieme a Robert Barclay (1648-1690) e i due rimasero suoi ospiti per tre giorni durante i quali tennero dei colloqui che impressionarono molto Elisabetta. L'amicizia che strinse con Penn durò fino alla morte di lei avvenuta nel 1680 ed egli ne celebrò la pietà, le virtù, il suo senso di giustizia ed umiltà nell'opera No cross, no crown del 1682. Elisabetta venne sepolta presso l'abbazia.

## Ascendenza
|                               |                             |                                 | Genitori                          |  |  | Nonni |  |  | Bisnonni                   |  |  | Trisnonni                   |  |
|                               |                             |                                 |                                   |  |  |       |  |  | Ludovico VI del Palatinato |  |  | Federico III del Palatinato |  |
|                               |                             |                                 |                                   |  |  |       |  |  | Ludovico VI del Palatinato |  |  | Federico III del Palatinato |  |
|                               |                             | Maria di Brandeburgo-Bayreuth   |                                   |  |  |       |  |  | Ludovico VI del Palatinato |  |  |                             |  |
| Federico IV Elettore Palatino |                             |                                 |                                   |  |  |       |  |  | Ludovico VI del Palatinato |  |  |                             |  |
|                               |                             | Elisabetta d'Assia              | Filippo I d'Assia                 |  |  |       |  |  |                            |  |  |                             |  |
|                               |                             | Elisabetta d'Assia              | Filippo I d'Assia                 |  |  |       |  |  |                            |  |  |                             |  |
|                               |                             | Elisabetta d'Assia              | Christina di Sassonia             |  |  |       |  |  |                            |  |  |                             |  |
| Federico V Elettore Palatino  |                             | Elisabetta d'Assia              |                                   |  |  |       |  |  |                            |  |  |                             |  |
|                               |                             | Guglielmo I d'Orange            | Guglielmo I di Nassau-Dillenburg  |  |  |       |  |  |                            |  |  |                             |  |
|                               |                             | Guglielmo I d'Orange            | Guglielmo I di Nassau-Dillenburg  |  |  |       |  |  |                            |  |  |                             |  |
|                               |                             | Guglielmo I d'Orange            | Giuliana di Stolberg              |  |  |       |  |  |                            |  |  |                             |  |
| Luisa Giuliana di Nassau      |                             | Guglielmo I d'Orange            |                                   |  |  |       |  |  |                            |  |  |                             |  |
|                               |                             | Carlotta di Borbone-Montpensier | Luigi III di Montpensier          |  |  |       |  |  |                            |  |  |                             |  |
|                               |                             | Carlotta di Borbone-Montpensier | Luigi III di Montpensier          |  |  |       |  |  |                            |  |  |                             |  |
|                               |                             | Carlotta di Borbone-Montpensier | Jacqueline de Longwy              |  |  |       |  |  |                            |  |  |                             |  |
| Elisabetta di Boemia          |                             | Carlotta di Borbone-Montpensier |                                   |  |  |       |  |  |                            |  |  |                             |  |
|                               | Enrico Stuart, Lord Darnley | Matthew Stuart                  |                                   |  |  |       |  |  |                            |  |  |                             |  |
|                               | Enrico Stuart, Lord Darnley | Matthew Stuart                  |                                   |  |  |       |  |  |                            |  |  |                             |  |
|                               | Enrico Stuart, Lord Darnley | Margaret Douglas                |                                   |  |  |       |  |  |                            |  |  |                             |  |
| Giacomo I d'Inghilterra       | Enrico Stuart, Lord Darnley |                                 |                                   |  |  |       |  |  |                            |  |  |                             |  |
|                               |                             | Maria Stuarda                   | Giacomo V di Scozia               |  |  |       |  |  |                            |  |  |                             |  |
|                               |                             | Maria Stuarda                   | Giacomo V di Scozia               |  |  |       |  |  |                            |  |  |                             |  |
|                               |                             | Maria Stuarda                   | Maria di Guisa                    |  |  |       |  |  |                            |  |  |                             |  |
| Elizabeth Stuart              |                             | Maria Stuarda                   |                                   |  |  |       |  |  |                            |  |  |                             |  |
|                               |                             | Federico II di Danimarca        | Cristiano III di Danimarca        |  |  |       |  |  |                            |  |  |                             |  |
|                               |                             | Federico II di Danimarca        | Cristiano III di Danimarca        |  |  |       |  |  |                            |  |  |                             |  |
|                               |                             | Federico II di Danimarca        | Dorotea di Sassonia-Lauenburg     |  |  |       |  |  |                            |  |  |                             |  |
| Anna di Danimarca             |                             | Federico II di Danimarca        |                                   |  |  |       |  |  |                            |  |  |                             |  |
|                               |                             | Sofia di Meclemburgo-Güstrow    | Ulrico III di Meclemburgo-Güstrow |  |  |       |  |  |                            |  |  |                             |  |
|                               |                             | Sofia di Meclemburgo-Güstrow    | Ulrico III di Meclemburgo-Güstrow |  |  |       |  |  |                            |  |  |                             |  |
|                               |                             | Sofia di Meclemburgo-Güstrow    | Elisabetta di Danimarca           |  |  |       |  |  |                            |  |  |                             |  |
|                               |                             | Sofia di Meclemburgo-Güstrow    |                                   |  |  |       |  |  |                            |  |  |                             |  |